# Леопон
Леопон — гибрид самца-леопарда с львицей-самкой.
Голова леопона напоминает львиную, в то время как остальные части тела напоминают леопарда. По своим размерам леопоны крупнее леопардов, но меньше львов. Самцы леопонов могут иметь гриву около 20 см длиной. Леопоны имеют коричневые (реже чёрные) пятна и хвосты с кисточкой как у львов.
Первый задокументированный случай рождения леопона произошёл в Индии в 1910 году. Тогда в Бомбее родились двое детенышей — леопонов. Один из них умер в возрасте 2,5 месяцев. Милард, секретарь Общества естественной истории в Бомбее, отправил шкуру животного Р. Пококу, британскому зоологу, который впервые описал животное в 1912 году. Покок писал, что животное имеет сходство с леопардом, но пятна по его бокам были меньше и ближе друг к другу, чем у индийского леопарда и были коричневыми и нечёткими, как выцветшие пятна неполовозрелого льва. Пятна на голове, спине, животе и ногах были чёрные и различные по размеру.